# Der Ausdruck der Gemütsbewegungen bei dem Menschen und den Tieren

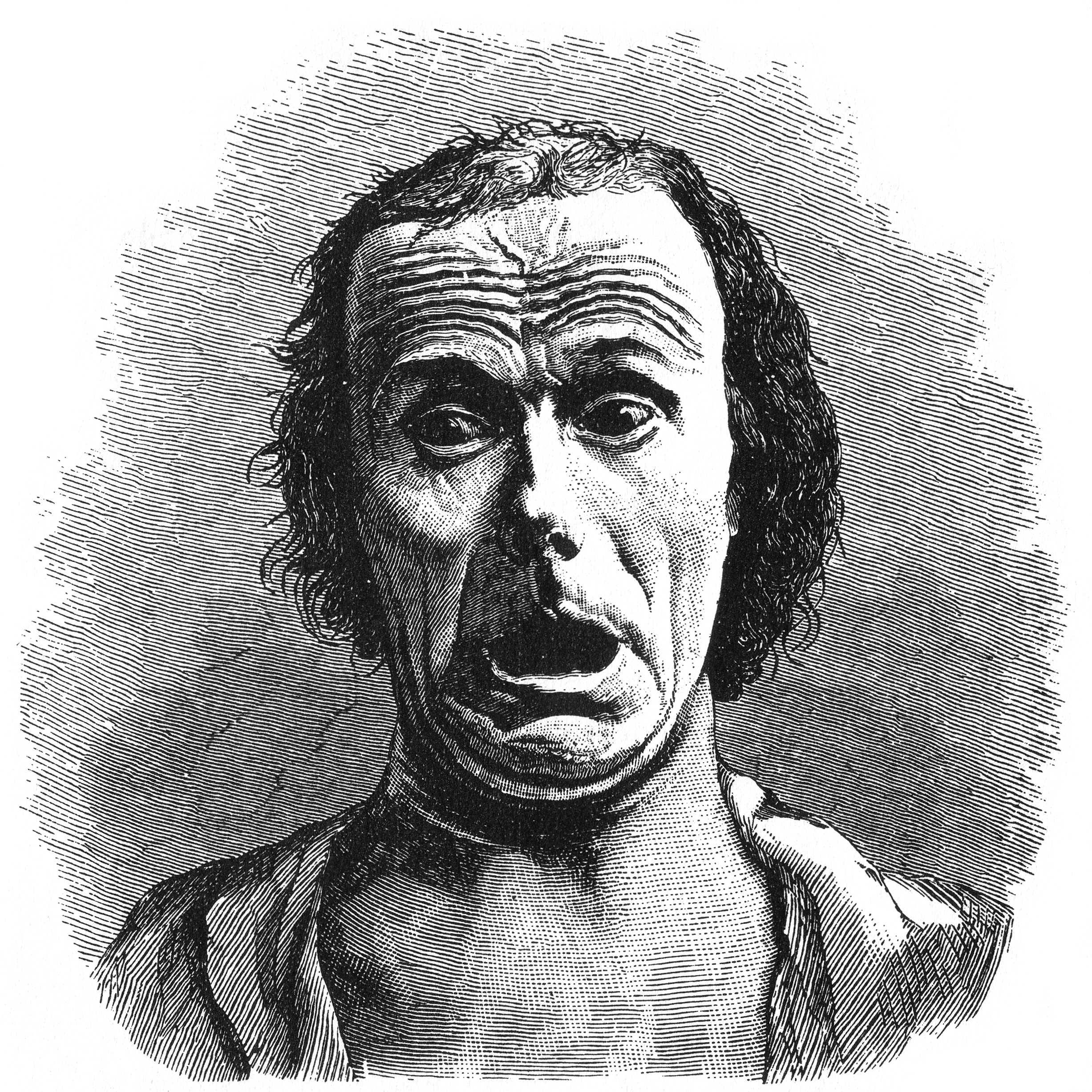
„Schrecken“
Stich, nach einer Fotografie von Guillaume Duchenne

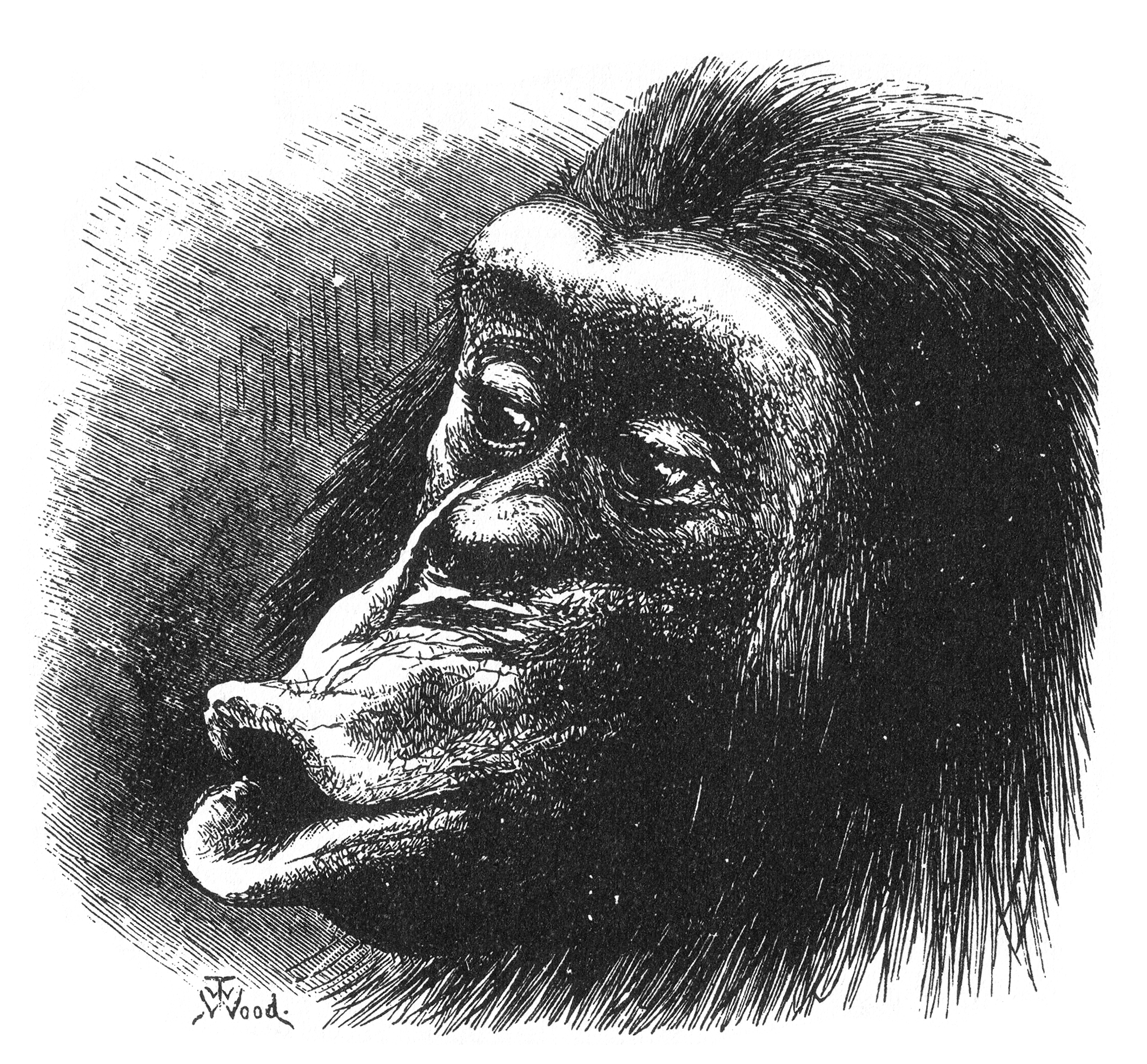
„Enttäuschung“

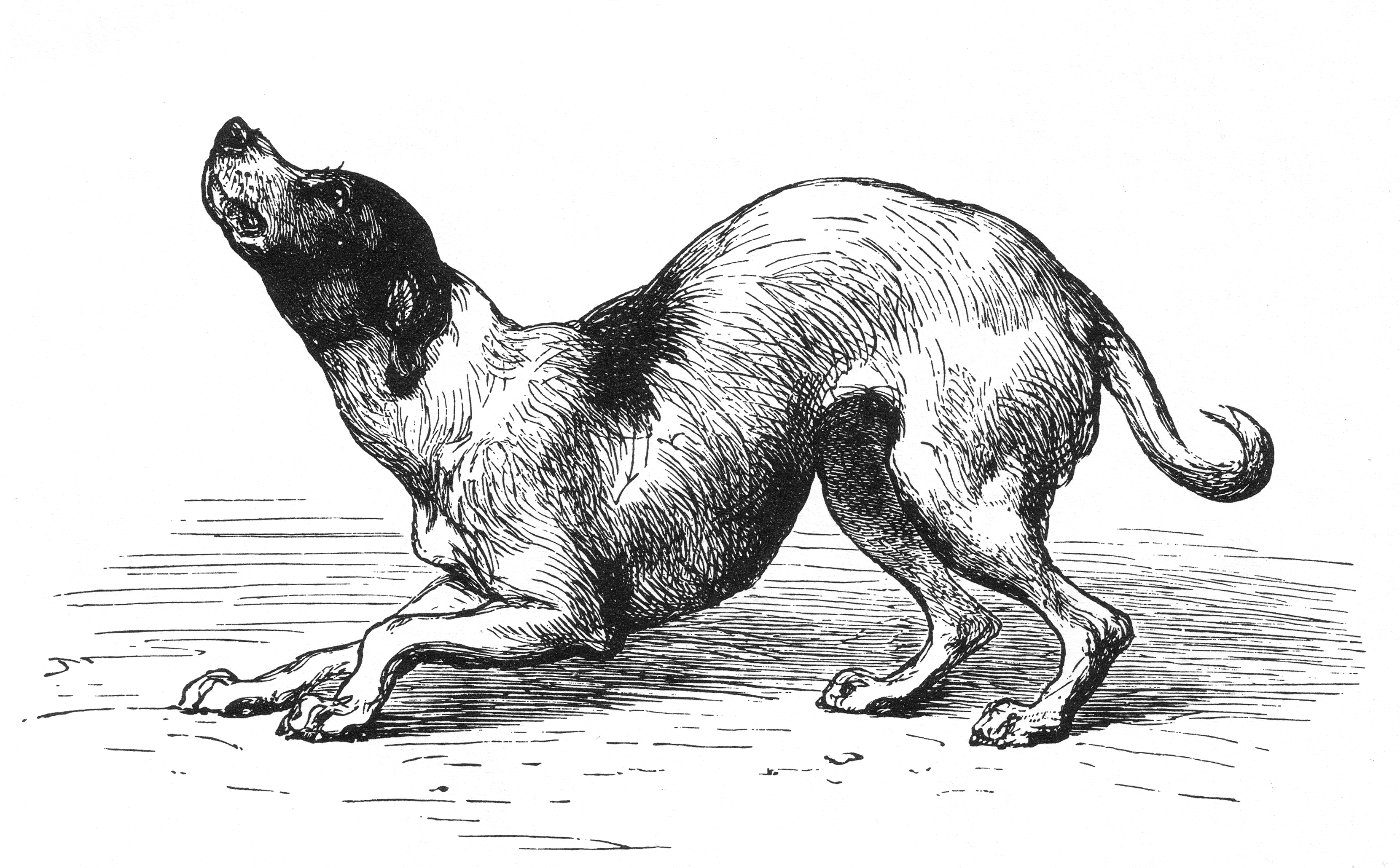
„Demut“

Der Ausdruck der Gemütsbewegungen bei dem Menschen und den Tieren (im englischen Original: The Expression of the Emotions in Man and Animals) ist der Titel eines Werkes von Charles Darwin, dessen Erstausgabe am 26. November 1872 erschien. Dreizehn Jahre nach der Veröffentlichung seines Hauptwerkes Die Entstehung der Arten und unmittelbar nach der Herausgabe von Die Abstammung des Menschen (1871) wandte er in dieser Schrift die Abstammungslehre auf die Biologie des Verhaltens an.
In „Ausdruck“ (so kürzte Darwin den Titel häufig ab) untersuchte er unter anderem, ob die Art und Weise, wie die Aktivität der Gesichtsmuskeln des Menschen – die Mimik – seine Emotionen sichtbar macht, durch Lernen erworben oder – unabhängig vom Kulturkreis des Einzelnen – gleichförmig und daher vermutlich angeboren sei. Auch wies er auf zahlreiche Parallelen beim Ausdrucksverhalten von Mensch und Tier hin und deutete diese Übereinstimmungen als Stütze für seine Theorie einer Abstammung des Menschen und der Tiere von gemeinsamen Vorfahren. Seine Argumentation war von Beginn an umstritten, und sein Buch geriet für Jahrzehnte sogar nahezu in Vergessenheit.

## Entstehungsgeschichte
Charles Darwin begann mit der Niederschrift von „Ausdruck“ zwei Tage nachdem er die Druckfahnen von Die Abstammung des Menschen letztmals korrekturgelesen hatte, und er schloss seine Arbeit an diesem Werk bereits vier Monate später ab. Erste Vorüberlegungen zu den biologischen Grundlagen des Ausdrucksverhaltens hat Darwin eigenem Bekunden zufolge jedoch bereits seit Anfang 1840 – nach der Geburt seines ersten Kindes – notiert:

„Ich achtete auf diesen Punkt bei meinem erstgebornen Kinde, welches nicht durch den Verkehr mit anderen Kindern gelernt haben konnte, und kam zu der Überzeugung, daß es ein Lächeln verstand und Freude empfand, ein solches zu sehen, es auch durch ein gleiches beantwortete, in einem viel zu frühen Alter, als daß es irgend etwas durch Erfahrung gelernt haben konnte.“

Vier Monate nach Erscheinen waren bereits 9000 Exemplare von „Ausdruck“ verkauft, danach aber stockte der Absatz; deshalb wurde eine von Darwin vorbereitete und von ihm gewünschte zweite, überarbeitete Auflage zu seinen Lebzeiten nicht mehr realisiert. Diese zweite Ausgabe erschien erst 1889, sie blieb aber nahezu unbeachtet; die zahlreichen Nachdrucke in englischer Sprache und die Übersetzungen basierten durchweg auf der ersten Auflage. Der Herausgeber der zweiten Auflage, sein Sohn Francis Darwin, fügte in den Text der ersten Auflage zahlreiche Ergänzungen als Fußnoten ein, deren Material Charles Darwin zumeist von begeisterten Lesern zugeschickt bekommen hatte und mit denen er seine Argumentation weiter stützen wollte; ferner diverse Überarbeitungen des Textes, die Darwin u. a. als Reaktion auf kritische Besprechungen seines Werks ebenfalls bereits in seinem Handexemplar von „Ausdruck“ notiert hatte. Außerdem fügte Francis Darwin auf eigene Faust weitere Ergänzungen ein und ließ andere, vom Vater gewünschte Änderungen aus.
Die im Jahr 1998 auf Englisch und zwei Jahre später auf Deutsch erschienene Kritische Edition von Paul Ekman entstand nach Durchsicht des erhaltenen Handexemplars von Charles Darwin sowie auf Grundlage der zweiten Auflage. Diese „dritte Fassung kann als vollständig gelten, weil sie auch Veränderungen enthält, die Charles Darwin wünschte, die aber sein Sohn nicht in die zweite Auflage aufnahm“.
Bereits im Jahr der englischen Erstveröffentlichung erschien eine deutsche Übersetzung des Zoologen Julius Victor Carus, deren Text auch der deutschen Fassung der Kritischen Edition zugrunde gelegt wurde.

## Inhalt

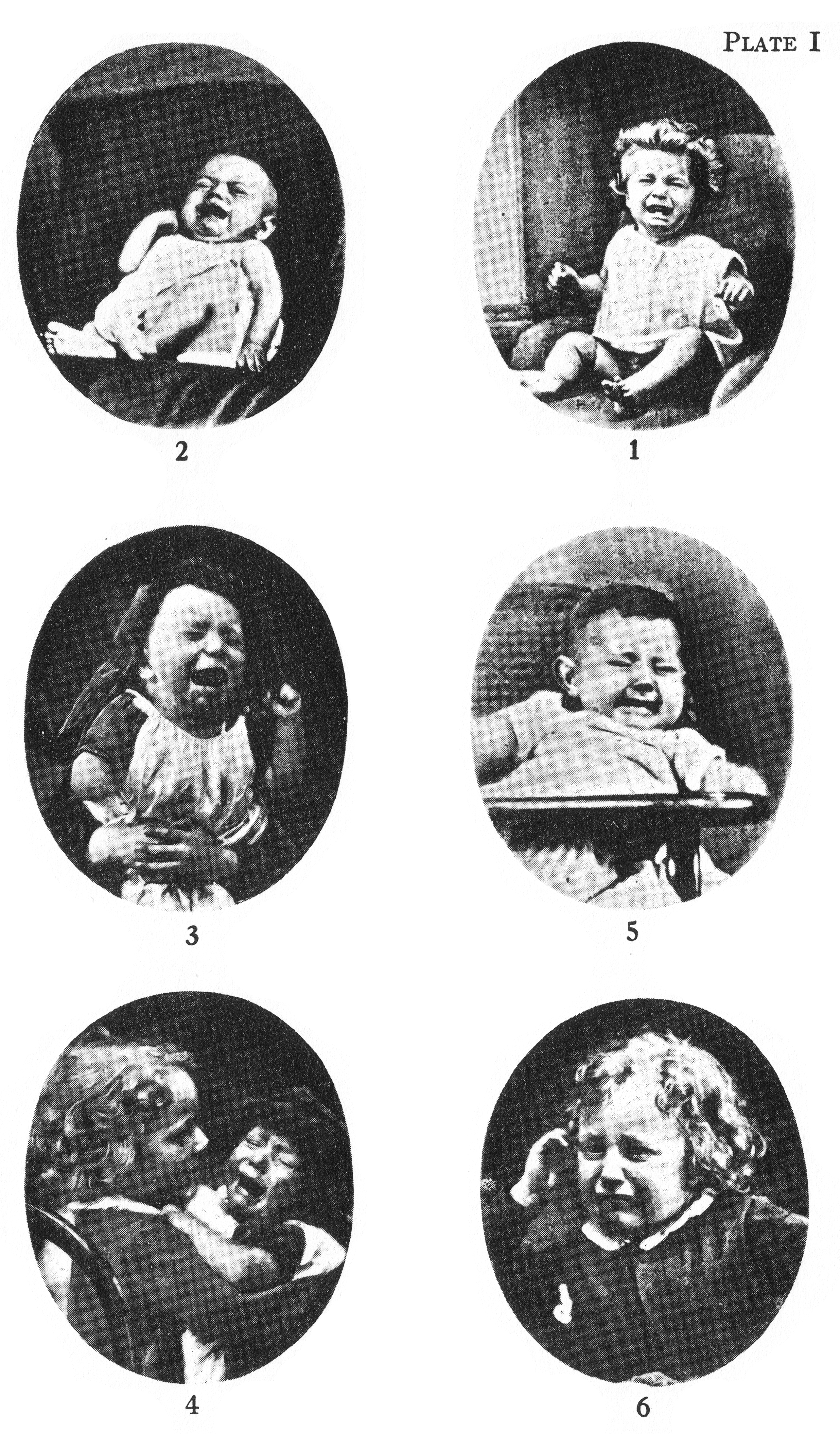
Illustrationen zu „Leiden“ und „Weinen“

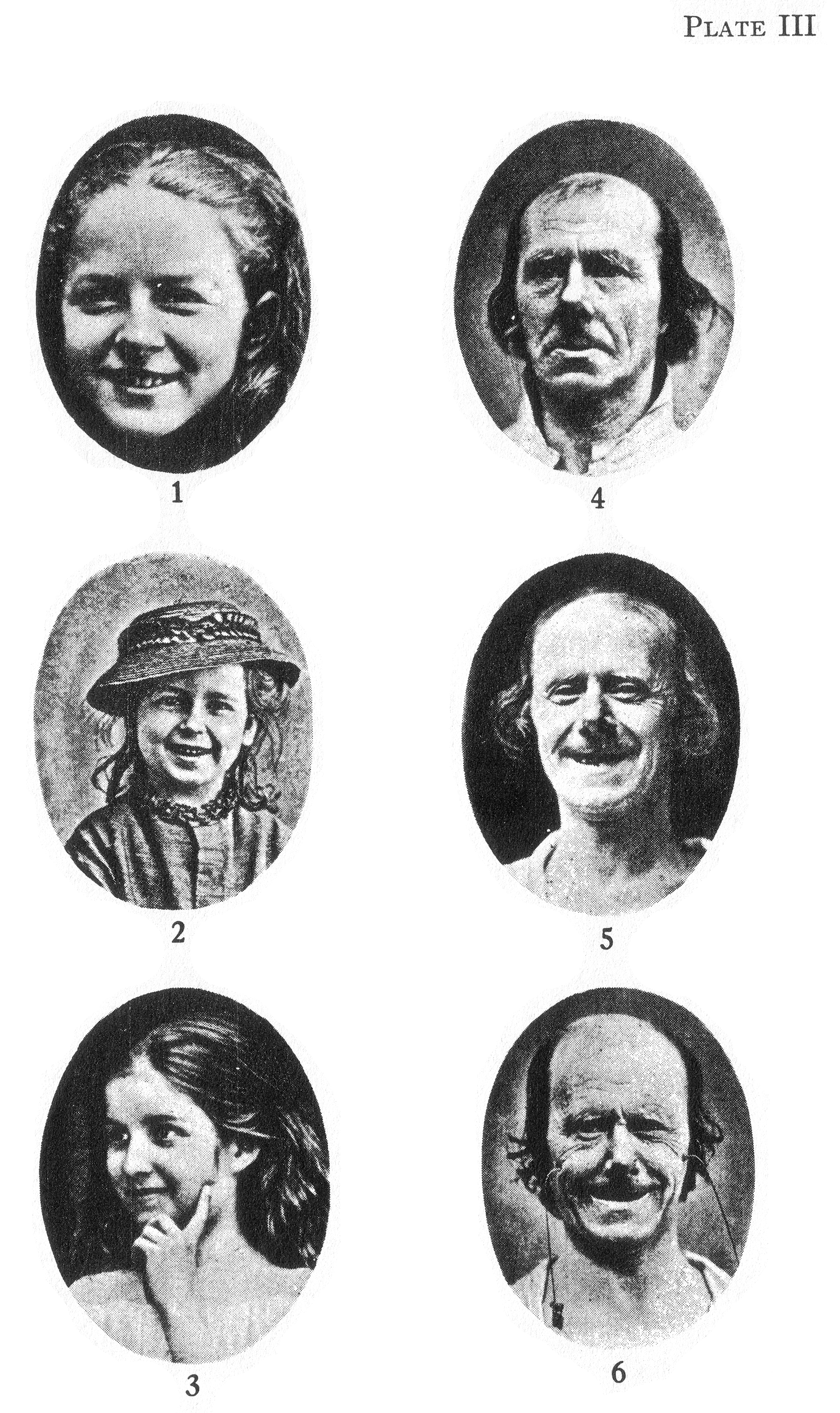
Die Bilder links zeigen verschiedene Grade von Lächeln. Die Bilder rechts zeigen denselben Mann; in der Mitte mit echter Freude, unten mit einem bemühten Ausdruck.

Vor Darwin interessierten sich, wie Paul Ekman festhält, vor allem Physiognomiker für den Gesichtsausdruck des Menschen, „die der Ansicht waren, aus der statischen Erscheinung des Gesichts, der Maße und Form der Gesichtszüge und ihrem Verhältnis zueinander lasse sich der Charakter oder die Persönlichkeit erkennen.“
Die zentrale Fragestellung des Buches ist demgegenüber, ob die Bewegungen der Gesichtsmuskeln, wenn wir verlegen, traurig, zornig oder überrascht sind, durch Lernen erworben oder angeboren sind. Darwin vertritt die Ansicht, dass solche äußerlich sichtbaren Gefühlsregungen weltweit verbreitet und daher angeboren sind, dass auch andere Lebewesen zumindest einige dieser Emotionen besitzen und bestimmte Ausdrucksweisen von Tieren denen des Menschen ähneln. Er stützt seine Argumentation u. a. auf Beobachtungen von Gewährsleuten, die auf seine Bitten hin in damals abgelegenen Regionen das Ausdrucksverhalten von so genannten „Eingeborenen“ beschrieben:

„Beim Menschen lassen sich einige Formen des Ausdrucks, so das Sträuben des Haares unter dem Einflusse des äußersten Schreckens, oder das Entblößen der Zähne unter dem der rasenden Wut, kaum verstehen, ausgenommen unter der Annahme, dass der Mensch früher einmal in einem viel niedrigeren und tierähnlichen Zustande existiert hat. Die Gemeinsamkeit gewisser Ausdrucksweisen bei verschiedenen, aber verwandten Spezies […] wird etwas verständlicher, wenn wir an deren Abstammung von einem gemeinsamen Vorläufer glauben.“

Nach den zahlreichen anatomischen, paläontologischen und geologischen Belegen, die Darwin in seinen früheren Werken als Stütze der Evolutionstheorie angeführt hat, beleuchtet er in „Ausdruck“ das Verhalten des Menschen sowie das von Katzen, Hunden, Pferden, Menschenaffen und vielen anderen Tieren. Deren Ausdrucksbewegungen beschreibt Darwin jedoch nicht bloß; er sucht vielmehr auch Antworten auf die Frage, warum eine bestimmte Bewegung oder physiologische Reaktion – und nicht eine andere – parallel zu einer bestimmten Gefühlsregung auftritt. Beispielsweise analysiert er in Kapitel 13 eingehend, warum die Menschen vor Verlegenheit erröten und nicht blass werden. Zu den Emotionen, die Darwin erörtert, gehören u. a. Leiden und Weinen, Niedergeschlagenheit und Verzweiflung, Freude, Liebe und Andacht, Überlegenheit und Entschlossenheit, Hass und Zorn, Verachtung, Hilflosigkeit und Stolz, Scham und Schüchternheit.
Dem Beginn seiner Analysen stellt Darwin drei Prinzipien voran, anhand derer er die Frage nach dem Warum einer Ausdrucksbewegung zu beantworten versucht. Das erste Prinzip bezeichnet er als „zweckmäßige Gewohnheit“: Bestimmte Ausdrucksformen hätten sich bei den Vorfahren der heute lebenden Individuen als nützlich erwiesen und seien daher beibehalten worden. Darwin führt dies auf „physikalische Veränderungen in den Nervenzellen oder Nerven“ zurück, „denn im andern Falle wäre es unmöglich, zu verstehen, warum die Neigung zu gewissen erworbenen Bewegungen vererbt wird.“ Das zweite „Prinzip des Gegensatzes“ stellt heraus, dass einige Elemente des Ausdrucksverhaltens im Verlauf der Stammesgeschichte beibehalten wurden, weil sie anders aussehen als die entgegengesetzte Emotion. Als Beispiel führt Darwin an, dass der Mensch in bestimmten Situationen die Arme hängen lasse und mit der Schulter zucke, wenn er sich unsicher fühle, weil diese Bewegungen das Gegenteil derjenigen seien, die ein aggressiv gestimmter Mensch mache. Zum dritten führt Darwin schließlich „das Prinzip der direkten Wirkung des erregten Nervensystems auf den Körper, unabhängig vom Willen und zum Teil von der Gewohnheit“ ein, ein Prinzip, dem Darwin später selbst „Undeutlichkeit“ bescheinigte. Dieses dritte Prinzip nimmt Fragestellungen vorweg, die Sigmund Freud in seiner Theorie des Unbewussten aufgriff und die von der Hormonforschung und den Neurowissenschaften auch hundert Jahre nach Darwin noch nicht beantwortet werden konnten.

## Wirkung
Bei seiner Veröffentlichung im Jahr 1872 war „Ausdruck“ ein Bestseller. Bereits die englische Erstausgabe hatte 7000 Exemplare, und binnen weniger Jahre erschienen Übersetzungen ins Deutsche, Holländische, Französische, Italienische und Russische. Aber schon kurz nach der Wende zum 20. Jahrhundert geriet das Buch nahezu in Vergessenheit:

„Zu Darwins Zeit wusste jeder gebildete Mensch Bescheid über seine Arbeit und seine revolutionäre Theorie. […] Heute weiß der Laie ebenso wie der Fachmann, wer Darwin ist, aber sein Buch über das Ausdrucksverhalten kennt man nicht. Viele Biologen wissen nicht einmal, dass Darwin solch ein Buch geschrieben hat; in der Psychologie, der Soziologie und der Anthropologie findet man in dem Jahrhundert nach Veröffentlichung von ‚Ausdruck‘ wenige Hinweise darauf.“

Der Herausgeber der Kritischen Edition, Paul Ekman, führt mehrere Gründe an, warum „Ausdruck“ von den nachfolgenden Wissenschaftlern nicht mehr rezipiert wurde. Zum einen widersprachen die empirischen Belege, dass die Gemütsbewegungen auch des Menschen eine Folge der Evolution und daher Bestandteil seines biologischen Erbes sind, einer der aufkommenden, im englischsprachigen Raum rasch dominierenden Lehre über die Ursachen von Verhalten. John B. Watson und der von ihm begründete Behaviorismus führten beispielsweise jegliches Lernen auf Reiz-Reaktions-Verknüpfungen zurück. „Erfahrung, so verkündete er, sei das einzige, worauf sich eine recht verstandene Psychologie zu konzentrieren habe. Dass Watsons Ansicht solche Popularität gewann, mag Ausdruck der Tatsache sein, dass sie mit dem demokratischen Zeitgeist in Einklang stand – mit der Hoffnung, dass sich soziale Gleichheit erreichen ließ, wenn die Menschen allesamt in Milieus leben konnten, die ihnen günstig waren.“ Zugleich dominierte auch in der Anthropologie die besonders pointiert von Margaret Mead vertretene Theorie, dass die Kultur das soziale Leben vollständig bestimme: „Eine Reihe von Ethnologen behauptete, es gebe keine angeborenen Komponenten beim Ausdrucksverhalten, keine kulturübergreifenden Konstanten bei irgendeinem Aspekt der menschlichen Mimik.“ Erst spätere Forscher wie Irenäus Eibl-Eibesfeldt, der Begründer der Humanethologie, bestätigten anhand systematisch erhobener Belege Darwins Argumentation; gleichwohl wird von einzelnen Forschern auch weiterhin bestritten, dass die Emotionen „Freude“, „Erstaunen“, „Angst“, „Ekel“, „Zorn“ und „Trauern“ kulturübergreifende Konstanten sind.

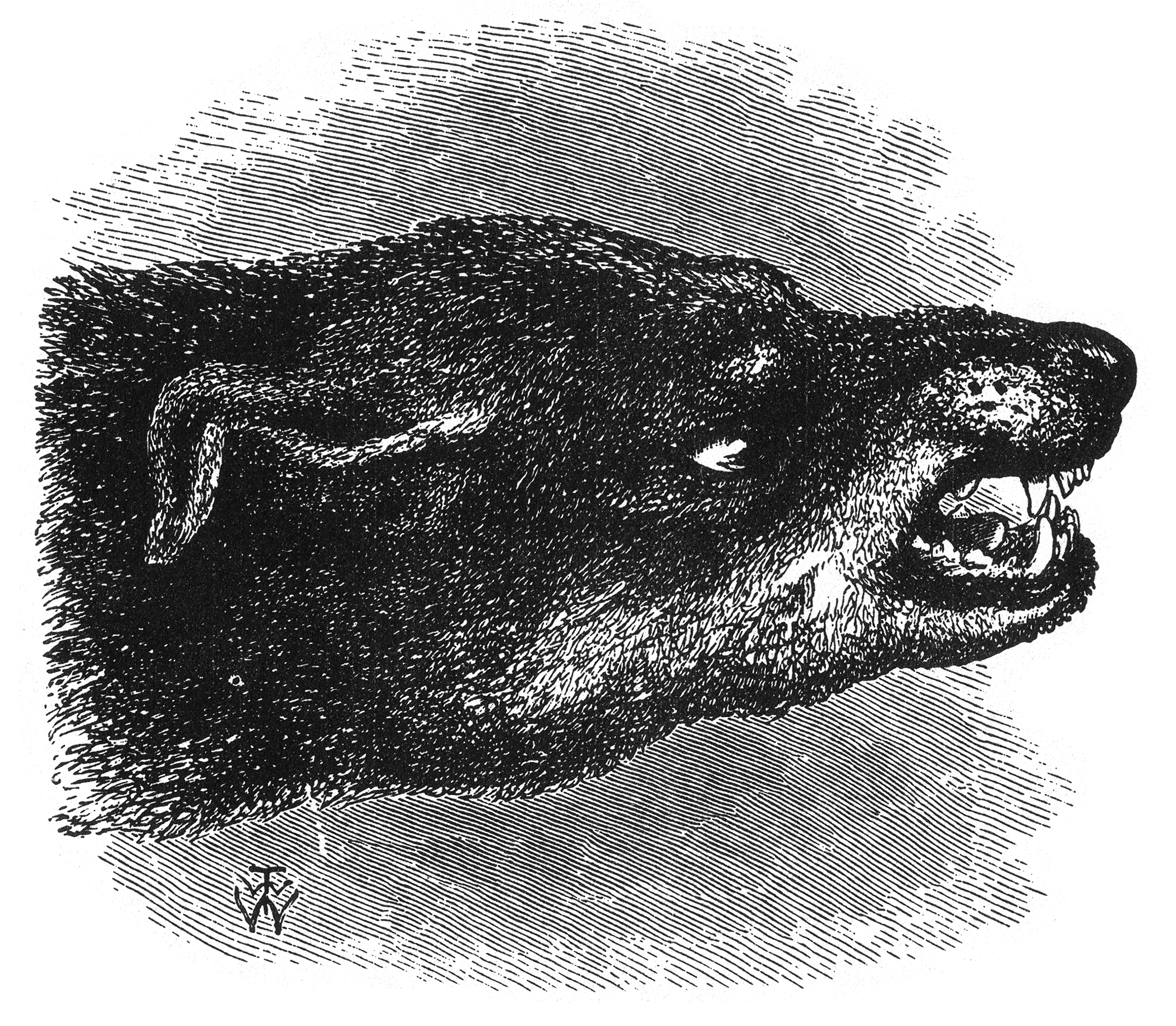
„Aggressivität“

Kritisiert wurde Darwin von vielen Wissenschaftlern ferner, weil er zahlreiche Verhaltensweisen der Tiere und des Menschen als wesensgleich beschrieb, den Tieren also auch Gefühle zuschrieb: Er beschrieb ja nicht bloß distanziert das Ausdrucksverhalten, sondern ausdrücklich über ihre Gemütsbewegungen, denn „Darwin war überzeugt davon und versuchte auch seine Leser davon zu überzeugen, dass Emotionen und ihr Ausdruck keine ausschließliche Eigentümlichkeit des Menschen sind.“ Mit Blick auf die Situation zu Beginn des 21. Jahrhunderts fährt Ekman fort: „Unter denen, die tierisches Verhalten studieren, herrscht derzeit Uneinigkeit in der Frage, ob man Ausdrucksformen als Zeichen von Gemütsbewegungen in Verbindung mit inneren physiologischen Prozessen betrachten kann.“ Ein weiterer Kritikpunkt richtete sich gegen Darwins Vorgehensweise, seine Argumentation durch zahllose Beispiele zu beglaubigen, aber keine systematisch erhobenen Daten vorzulegen; tatsächlich erwiesen sich etliche seiner Beispiele später als fehlerhaft interpretiert.
Paul Ekman zufolge änderte sich erst Ende der 1960er-Jahre das intellektuelle Klima, so dass Darwins Buch wieder als wichtiges historisches Dokument wahrgenommen wurde. Beigetragen hatte hierzu der Aufschwung der Ethologie, dessen führenden Vertretern Karl von Frisch, Nikolaas Tinbergen und Konrad Lorenz 1973 der Nobelpreis für Physiologie oder Medizin „für ihre Entdeckungen betreffend den Aufbau und die Auslösung von individuellen und sozialen Verhaltensmustern“ zugesprochen wurde. Unabhängig von der Ethologie entfaltete sich zudem einerseits die Verhaltensgenetik, andererseits die Kognitionspsychologie und die Ausdruckspsychologie. Jüngste Glieder dieser Diversifizierung von heute zumeist interdisziplinären Forschungsansätzen sind im Bereich der Biowissenschaften die Hirnforschung und die Computational Neuroscience, im Bereich der Psychologie die Evolutionäre Psychologie, die Neuropsychologie und die Biopsychologie.
Paul Ekman fasste die Bedeutung von Darwins Buch für die Gegenwart wie folgt zusammen:

„In ‚Ausdruck‘ finden sich viele Beobachtungen und Erklärungen, die auch nach dem heutigen wissenschaftlichen Kenntnisstand zutreffend sind; andere sind, wie wir heute wissen, völlig irrig; und ein paar gibt es, über die sich die Wissenschaft bis heute streitet.“

### Erstausgaben
- The Expression of the Emotions in Man and Animals. John Murray, London 1872 digitalisierte Fassung
- Der Ausdruck der Gemüthsbewegungen bei dem Menschen und den Thieren. Aus dem Englischen übersetzt von J. Victor Carus. E. Schweizerbart’sche Verlagshandlung (E. Koch), Stuttgart 1872 digitalisierte Fassung der Ausgabe von 1877

### Kritische Ausgaben
- The Expression of the Emotions in Man and Animals, Definitive Edition. Herausgegeben von Paul Ekman. Oxford University Press, USA, 1998, ISBN 0195112717.
- Der Ausdruck der Gemütsbewegungen bei dem Menschen und den Tieren. Kritische Edition, Einleitung, Nachwort und Kommentar von Paul Ekman. Übersetzt von Julius Victor Carus und Ulrich Enderwitz. Eichborn, Frankfurt am Main 2000, Reihe Die Andere Bibliothek, ISBN 3-8218-4188-5.

### Jüngere Forschungsarbeiten
- Carlos Crivelli et al.: The fear gasping face as a threat display in a Melanesian society. In: PNAS. Band 113, Nr. 44, 2016, S. 12403–12407, doi:10.1073/pnas.1611622113, Hintergrundinformationen. (englisch)

## Belege
1. ↑  Paul Ekman: Vorwort zur Kritischen Edition. In: Charles Darwin: Der Ausdruck der Gemütsbewegungen bei dem Menschen und den Tieren. Kritische Edition, Einleitung, Nachwort und Kommentar von Paul Ekman. Übersetzt von Julius Victor Carus und Ulrich Enderwitz. 1. Auflage. Eichborn Verlag, Frankfurt am Main 2000, S. IX, ISBN 3-8218-4188-5; nachfolgend zitiert als „Darwin, Kritische Edition“
2. ↑  Darwin, Kritische Edition, S. XXII f.
3. ↑  Darwin, Kritische Edition, S. 397
4. ↑  Paul Ekman vermutet (S. IX), dies habe daran gelegen, „daß jeder in England, der ein Exemplar wollte, es in diesen Anfangsmonaten kaufte …“
5. ↑  Darwin, Kritische Edition, S. IX
6. ↑  Darwin, Kritische Edition, S. X
7. ↑  Darwin, Kritische Edition, S. XXIII
8. ↑  Darwin, Kritische Edition, S. 20
9. ↑  Darwin, Kritische Edition, S. 37. – Paul Ekman merkt hierzu in einem Kommentar an: „Darwins These, dass solche Veränderungen im Gehirn schließlich vererbt werden, setzt die Theorie von der Vererbung erworbener Eigenschaften voraus, von der wir mittlerweile wissen, dass sie unzutreffend ist.“ (S. 38)
10. ↑  Darwin, Kritische Edition, S. 75
11. ↑  Darwin, Kritische Edition, S. 95
12. ↑  so Paul Ekman. In: Darwin, Kritische Edition, S. XXIV f.
13. ↑  Paul Ekman. In: Darwin, Kritische Edition, S. XXXI
14. ↑  Paul Ekman. In: Darwin, Kritische Edition, S. XXXII
15. ↑  Rachael E. Jack et al.: Facial expressions of emotion are not culturally universal. In: PNAS, Online-Vorabveröffentlichung vom 16. April 2012, doi:10.1073/pnas.1200155109
16. ↑  Ekman. In: Darwin, Kritische Edition, S. XXV
17. ↑  (im Original: „for their discoveries concerning organization and elicitation of individual and social behaviour patterns“)
18. ↑  Darwin, Kritische Edition, S. XI. – Ekman hat in der Kritischen Edition Darwins Text vielfach kommentiert und, wo nötig, unter Verweis auf jüngere Forschungsergebnisse korrigiert.